# Juan Jacobo Torres
Juan Jacobo Torres är en ort i Mexiko.   Den ligger i kommunen Misantla och delstaten Veracruz, i den sydöstra delen av landet, 230 km öster om huvudstaden Mexico City. Juan Jacobo Torres ligger 583 meter över havet och antalet invånare är 176.
Terrängen runt Juan Jacobo Torres är huvudsakligen kuperad, men söderut är den bergig. Runt Juan Jacobo Torres är det ganska tätbefolkat, med 124 invånare per kvadratkilometer. Närmaste större samhälle är Misantla, 10,3 km öster om Juan Jacobo Torres. Omgivningarna runt Juan Jacobo Torres är en mosaik av jordbruksmark och naturlig växtlighet.